# USS Silversides (SSN-679)
USS Silversides (SSN-679) – amerykański wielozdaniowy okręt podwodny z napędem atomowym typu Sturgeon. Okręt został zwodowany 4 czerwca 1971 w stoczni Electric Boat. Wszedł do służby 5 maja 1972 i pozostał w niej do 21 lipca 1994

## Historia
Nazwa USS "Silversides" pochodzi od ryby menida menida. Był drugim okrętem US Navy noszącym tę nazwę.
SBudowę okrętu rozpoczęto okrętu położono w stoczni Electric Boat Division w Groton 28 listopada 1969, wodowano 4 czerwca 1971 i wcielono do służby jako druga jednostka Sturgeon z przedłużonym kadłubem.
Większość swojej służby odbył we Flocie Atlantyku, w lipcu 1979 zatopił jako cel stary okręt podwodny USS "Tiru" (SS-416), 11 października 1981 przepłynął pod Biegunem Północnym, w 1984 na dwa lata przeszedł do Floty Pacyfiku, w maju 1992 brał udział w ćwiczeniach Phantom Striker u wybrzeży Florydy.
USS "Silversides" został wycofany i skreślony z listy floty 22 lipca 1994. Został odholowany do stoczni Puget Sound w Bremerton, gdzie został utylizowany do 1 października 2001.